# Jennifer Gillom
Jennifer Gillom (Abbeville, 13 giugno 1964) è un'allenatrice di pallacanestro ed ex cestista statunitense, professionista nella WNBA.

## Biografia
Ha sei fratelli e tre sorelle, parla italiano e greco.
Sua sorella Peggie è stata allenatrice dei Texas A&M Aggies women's basketball.
Dispone del complesso sportivo "Gillom Sports Complex", in suo onore e della sorella Peggie, presso l'Università del Mississippi.

## Carriera

### Cestista

#### Club
In gioventù gioca nella squadra di college dell'Università del Mississippi.
Arriva in Italia nel 1987 e gioca nella Gemeaz Milano dove disputa quattro finali di Coppa Ronchetti vincendola nell'edizione 1990-91.
Nel 1994-95 e 1995-96 è tesserata per la P.C.R. Messina.
Dal 1997 al 2002 gioca per le Phoenix Mercury nella WNBA.
È stata selezionata per l'All-WNBA Team nel 1997 in prima squadra e nel 1998 in seconda squadra, mentre nel 1999 nell'All-Star team.
Oltre alla WNBA, ha avuto anche una lunga carriera professionale all'estero, militando per squadre in Italia, Grecia, Spagna e Turchia.
Nel gennaio 2003 viene ingaggiata dalla Libertas Termini nella LegA Basket Femminile italiana.
Ha chiuso la carriera da giocatrice nell'Ares Ribera nella stagione 2003-04, dove ha ottenuto la salvezza.

#### Nazionale
Ha giocato con la Nazionale di pallacanestro femminile degli Stati Uniti d'America dal 1985 al 2002, riuscendo a vincere la medaglia d'oro alle Olimpiadi di Seoul del 1988.
Con la nazionale USA ha vinto anche la medaglia d'oro ai Campionati mondiali femminili di pallacanestro 1986 e 2002, la medaglia d'oro ai Goodwill Games 1986 ed ai Giochi panamericani 1987; la medaglia d'argento alle Universiadi 1985.

## Allenatrice

### Club
Nel 2006 è allenatore della squadra di basket della Xavier College Preparatory High School a Phoenix.
Nel 2008 è assistant coach dei Minnesota Lynx, squadra per la quale diventa allenatore nel 2009.
Nel 2010 è allenatore dei Los Angeles Sparks.

### Nazionale
È stata nominata da Doug Bruno, assistant coach della Nazionale di pallacanestro femminile degli Stati Uniti d'America per il Mondiali 2010.

## Palmarès

### Club
- Western Conference (WNBA): 2

Phoenix Mercury: 1997
Los Angeles Sparks: 2003
- Campionato turco: 1

Galatasaray: 1998
- Coppa della Turchia: 1

Galatasaray: 1998
- Coppa Ronchetti: 1

BF Milano: 1990-91

### Nazionale
- Oro Olimpico: 1

Seoul 1988
- Campionati mondiali femminili di pallacanestro: 2

1986, 2002
- Goodwill Games: 1

1986
- Giochi panamericani: 1

1987
- Universiadi: 1

1985

### Individuale
- Nel 1985 è eletta USA Basketball Female Athlete of the Year (Atleta dell'anno della pallacanestro femminile USA)[13].
- All-WNBA First Team (1998)
- All-WNBA Second Team (1997)
- Nel 2002 ha vinto il premio Kim Perrot Sportsmanship[14], che è l'analogo femminile del NBA Sportsmanship Award.
- Nel 2009 è stata eletta al Women's Basketball Hall of Fame a Knoxville[15].
- È stata nominata come nº 74 dei migliori atleti dell'Arizona del XX secolo[2].